# 慰安所旧址 (宁波)
29°52′49.22″N 121°33′14.78″E / 29.8803389°N 121.5541056°E
慰安所旧址，位于中国浙江省宁波市江北区外滩街道外滩社区玛瑙路41号，清末建筑，建筑坐北朝南，由东西并列两进传统民居组成，建筑原由一庄姓商人所有，1941年宁波沦陷后作为慰安所使用，称为“月之家”，为宁波市区唯一完整保留的慰安所旧址，2008年7月公布为江北区文物保护单位。现为江北区文物管理所办公地点。